# Jouko Linjama
Jouko Sakari Linjama, född 4 februari 1934 i Kirvus, Viborgs län, död 12 januari 2022 i Hyvinge, var en finländsk tonsättare, son till Jaakko Linjama. 
Linjama studerade komposition vid Sibelius-Akademin för Aarre Merikanto och Joonas Kokkonen, avlade kantor-organistexamen 1960 och humanistisk kandidatexamen 1962, besökte Musikhögskolan i Köln 1962–1964 och var kantor-organist i Tusby församling 1964–1997. Han har komponerat musikverk för kör, solo och orkester, främst för kyrkligt bruk, samt barnoperan Suomalainen Tapiiri (2004).

### Uppslagsverk
- Linjama, Jouko i Uppslagsverket Finland (webbupplaga, 2012). CC-BY-SA 4.0